# Exostoma labiatum
Exostoma labiatum és una espècie de peix de la família dels sisòrids i de l'ordre dels siluriformes. És un peix d'aigua dolça i de clima tropical. Es troba a l'Índia, el riu Brahmaputra al Tibet i la conca del riu Salween. Els mascles poden assolir 11 cm de longitud total. Menja larves d'insectes i organismes bentònics.